# Connecteur MIL-DTL-38999
Les connecteurs MIL-DTL-38999 sont des systèmes d'interconnexion passifs destinés aux marchés militaire, aéronautique et aérospatial. Leur principale particularité est qu'ils fonctionnent notamment en environnement sévère car ils peuvent être montés sur des sous-marins nucléaires, des fusées ou des navires. Une fois le détrompeur trouvé, le sens de rotation est généralement celui des aiguilles d'une montre.
De nos jours, la 38999 est présente sur tout type d'équipements militaires : terre, mer, air..
Depuis les années 1970, des fabricants français dont Amphenol Socapex produisent les connecteurs MIL-DTL38999. La première série lancée par Amphenol Socapex est la MIL-DTL-38999 Série I, avec le connecteur LJT. Ensuite, la MIL-DTL-38999 Série II a été développée, présentant une version moins encombrante du connecteur LJT. Par ailleurs, en réponse à la demande de clients allemands, pour une version hybride du LJT, le connecteur SJT/VG96912 a été développé. Puis, la MIL-DTL-38999 série III a fait son apparition avec le connecteur TV, qui a rapidement pris le dessus sur la Série II, avec une simplicité d'utilisation, de la robustesse, de nouveaux matériaux, etc. Par la suite, des adaptations et des produits dérivés ont été créés.
Le fabricant Amphenol Socapex est reconnu pour proposer la plus large gamme de connecteurs MIL-DTL-38999 sur le marché.